# Dixa capensis
Dixa capensis är en tvåvingeart som beskrevs av Wood 1933. Dixa capensis ingår i släktet Dixa och familjen u-myggor. Inga underarter finns listade i Catalogue of Life.